# 備辺司
備辺司（ピビョンサ）は、16世紀から19世紀中葉まで、ほぼ300年間存続した朝鮮王朝の軍事行政機関。1555年の乙卯倭変以来、常設機関となり、1865年、興宣大院君によって正式に廃止された。正一品衙門。

## 創設までの経緯
李氏朝鮮の軍事行政は議政府の1省である「兵曹」で管轄したが、外敵の侵入などの重大な国家的非常事態が発生した場合、議政府と六曹の大臣及び辺境の軍事責任者（知辺事宰相）から構成された国防会議で議論し決定した。しかしこの会議は緊急事態に即時に対応できず、16世紀に入り東アジアの情勢が流動化して、北辺の野人（女真族）や南方の倭寇の領海侵犯が頻発し、国境の軍事情勢が緊迫してくると事態に即応できるような臨時機関の必要性が高まってきた。
1510年（中宗5年）の「三浦の倭乱」の発生を契機に、長く議論されてきた辺境に備える役所として「備辺司」が最初に設置されたのは、1517年（中宗12年）6月のことである。その後「備辺司」は、1524年（中宗19年）北辺の女真族が閭延・茂昌に侵入し、これを撃退したとき、1544年（中宗39年）、大規模な倭寇として知られる「蛇梁倭変」の際、さらに1555年（明宗10年）の「乙卯倭変」などに際し設置され、この年以降、庁舎が創建され、官員が任命されて常設機関となった。

## 機能の拡大とその撤廃
1592年（宣祖26年）の壬辰倭乱の国家的危機のとき、戦争遂行のための最高決定機関として、「備辺司」の機構が強化され、大きな権限を持つことになった。その職務は、論功行賞、徴兵、軍事物資の輸送のほか、官吏の任命、妃嬪の選択などにも及んだ。
しかしながら、あくまでも「備辺司」は臨時の合議機関であり、法制化されていなかったため他の機関の権益と抵触することもあって、絶えず廃止が議論されてきた。しかし、その後も為政者にとって、大変便利な政治的装置であったために、軍事以外の様々な政治課題をも取り扱うようになっていった。
17世紀に入り、西人政権によってその機能が拡大強化され、後金との抗争の過程で、「備辺司」の堂上官に多くの権限が与えられた。粛宗の時代になって対清関係が融和へ向かうと、「備辺司」には外交や通商の役割が付加されて、その機能はさらに強化された。
備辺司の運営する賑恤庁は粛宗時代以降の唯一の法貨である常平通宝の鋳造所の一つであった。
純祖の勢道政治の時代にも「備辺司」に権力が集中し、哲宗の時代には、当初20名前後であった堂上官は、60名以上にも増員され、国政全般の政策を決定するための権力機構として機能した。
こうして、「備辺司」への権力の集中は、親族間での継承・不正の温床・売官の横行・民衆の反発などの弊害により、朝鮮後期の政治的混乱の主要な要因の一つとなった。
興宣大院君の時代に、国家機構の再整備の際、「備辺司」の機能を外交・防衛・治安関係に限定したうえ、1865年には「備辺司」は廃止された。

## 会議録としての騰録
会議の記録である、『備辺司謄録』は、朝鮮王朝中期から後期にかけて、その膨大な情報は「承政院日記」とともに、『朝鮮王朝実録』の編纂に際して、基本資料として活用され、1617年（光海君9年）から1892年（高宗29年）までの、273冊が残存している。（1865年以降は、『議政府謄録』という）

## 構成
| 官位                 | 官職   | 定数 | 備考 |
| -------------------- | ------ | ---- | ---- |
| 正一品               | 都提調 | なし |      |
| 従一品 正二品 従二品 | 提調   | なし |      |
| 正三品堂上           | 副提調 | 1人  |      |
| 従六品               | 郎庁   | 12人 |      |